# Stroud (distretto)
Stroud è un distretto non metropolitano del Regno Unito nella contea inglese del Gloucestershire.
Il suo capoluogo è la città omonima.
Fu costituito il 1º aprile 1974 in ottemperanza al Local Government Act 1972 in seguito a fusione dei distretti urbani di Nailsworth e Stroud i distretti rurali di Dursley e Stroud e parte dei distretti rurali di Gloucester, Sodbury e Thornbury.

## Parrocchie civili
- Alderley
- Alkington
- Arlingham
- Berkeley
- Bisley-with-Lypiatt
- Brookthorpe-with-Whaddon
- Cainscross
- Cam
- Chalford
- Coaley
- Cranham
- Dursley
- Eastington
- Elmore
- Frampton-on-Severn
- Fretherne with Saul
- Frocester
- Ham and Stone
- Hamfallow
- Hardwicke
- Harescombe
- Haresfield
- Hillesley and Tresham
- Hinton
- Horsley
- King's Stanley
- Kingswood
- Leonard Stanley
- Longney and Epney
- Minchinhampton
- Miserden
- Moreton Valence
- Nailsworth
- North Nibley
- Nympsfield
- Owlpen
- Painswick
- Pitchcombe
- Randwick
- Rodborough
- Slimbridge
- Standish
- Stinchcombe
- Stonehouse
- Stroud
- Thrupp
- Uley
- Upton St. Leonards
- Whiteshill and Ruscombe
- Whitminster
- Woodchester
- Wotton-under-Edge